# Turbonilla viridaria
Turbonilla viridaria är en snäckart som beskrevs av Dall 1884. Turbonilla viridaria ingår i släktet Turbonilla och familjen Pyramidellidae. Inga underarter finns listade i Catalogue of Life.